# Мост Сянцзяомынь
Сянцзяомынь (кит. 响礁门大桥) — мост, пересекающий одноименный пролив Восточно-Китайского моря, у восточного побережья Китая; один из Чжоушань трансокеанических мостов. Соединяет острова архипелага Чжоушань Лидяо и Фучи. Мост является частью скоростного шоссе G9211 Нинбо—Чжоушань (宁波−舟山高速公路). Сянцзяомынь стал вторым мостом проекта Чжоушань трансокеанических мостов. 

## Характеристика
В период декабрь 1999 года — апрель 2003 года длилось строительство моста. Для движения мост был открыт 1 января 2006 года совместно с мостом Ценганг.
Длина — 951 м. Представляет из себя балочный мост с одной секцией вантового моста, где длина основного пролета составляет 150 м. Имеет 4 полосы движения. Ограничение скорости 80 км/час.